# Gewone smalboktor
De gewone smalboktor of rode smalbok (Stictoleptura rubra) is een keversoort uit de familie van de boktorren (Cerambycidae).

## Uiterlijke kenmerken
De gewone smalboktor heeft een lengte van tien tot twintig millimeter. Het mannetje is doorgaans slanker en kleiner dan het vrouwtje. Ook qua kleur kent de gewone smalboktor een significante seksuele dimorfie. De dekschilden en borstschild van het vrouwtje zijn roodbruin tot roodoranje. Bij het mannetje zijn de dekschilden lichtbruin tot licht okerkleurig en het borstschild zwart. De overige delen van beide geslachten zijn zwart. De middellange antennes zijn bij het mannetje sterker gezaagd.

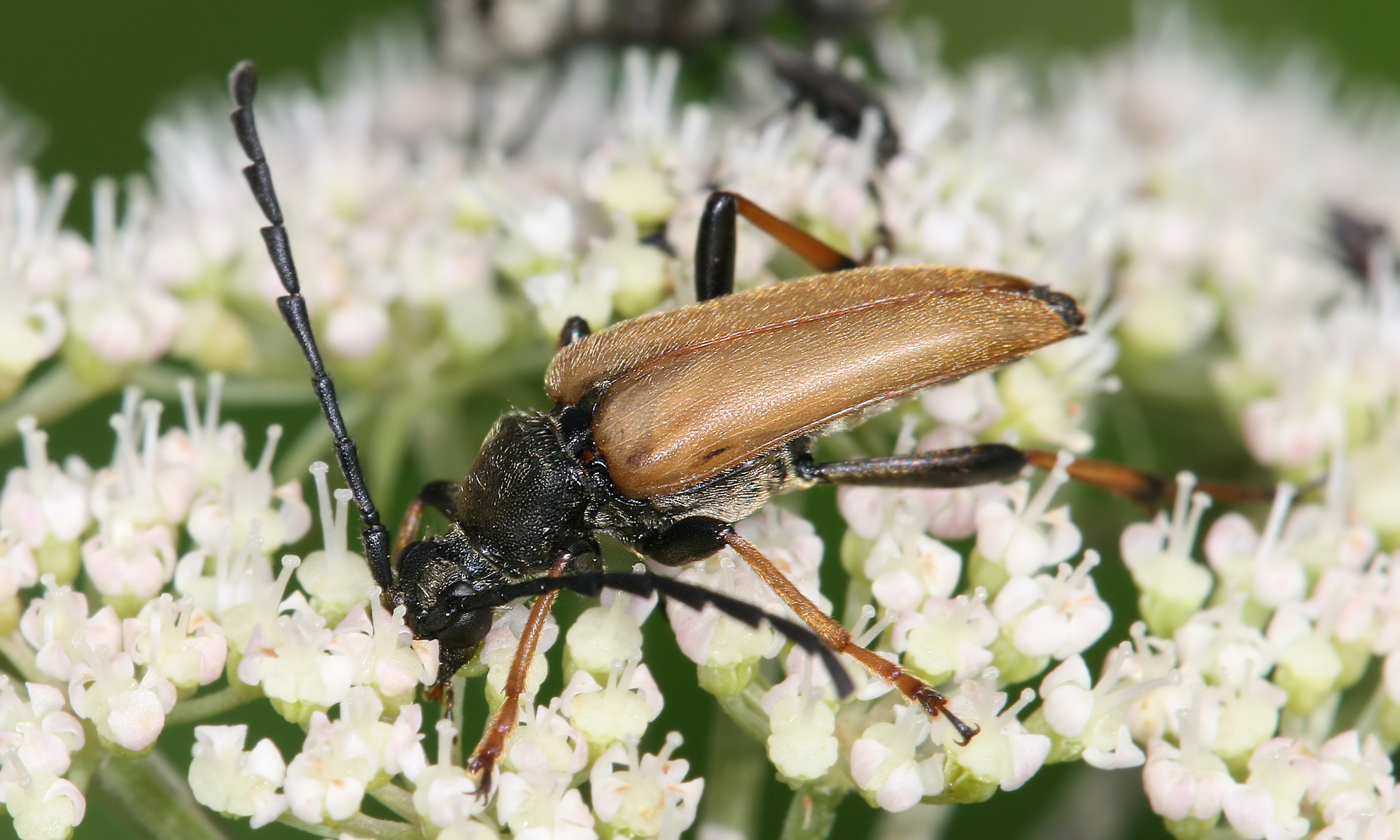
Mannetje
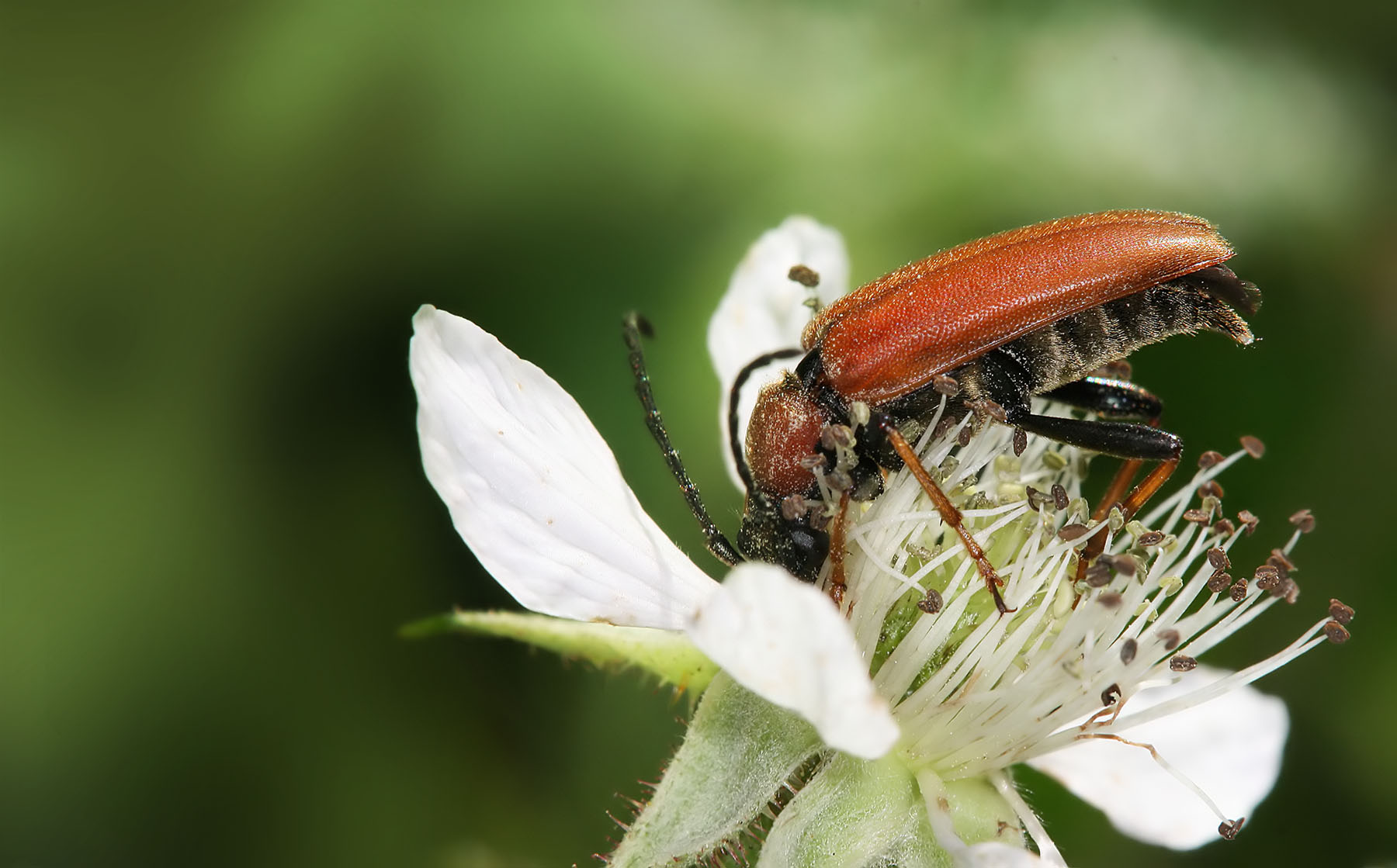
Vrouwtje
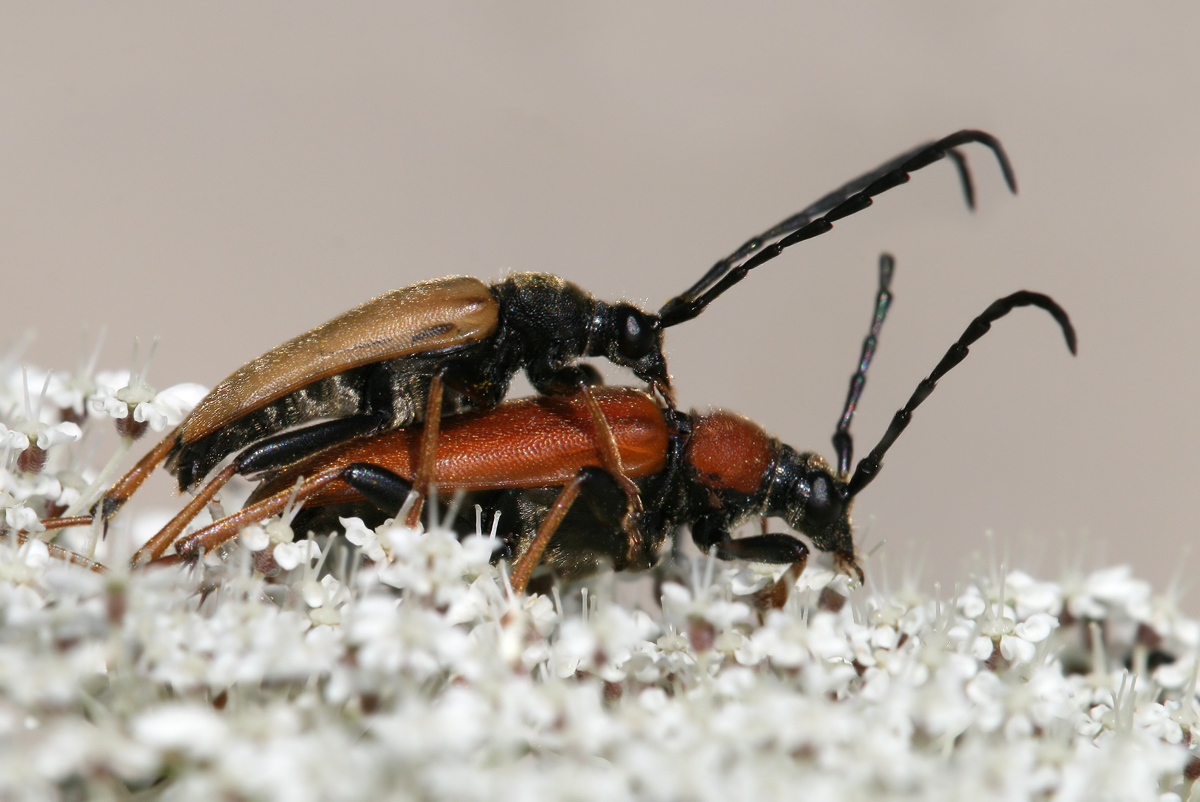
Paring

## Levenswijze
De levensduur van de gewone smalboktor duurt twee à drie jaar, waarvan het larvale stadium het grootste deel beslaat. De larve ontwikkelt zich in dood hout en boomstompen van naaldbomen als dennen, sparren, zilversparren en lorken. Hier leven zij van beschimmeld hout. Het spijsverteringsstelsel van de larve bevat gisten die cellulase produceren voor de vertering van hout.
De volwassen kever (imago) vliegt van mei tot september, met de grootste piek in de maanden juli en augustus. Hij is dagactief en leeft voornamelijk in bossen, maden (hooilanden) en open plekken met voldoende schermbloemen (Apiaceae) of composieten (Compositae). De kever kan net als andere smalboktorren vaak worden aangetroffen op schermbloemen en andere bloeiende planten, waar hij voedt zich met nectar en stuifmeel. Ook eet de gewone smalboktor plantdelen als stampers of de bloembladen van schermbloemen en composieten.

## Verspreiding
De gewone smalboktor komt zowel in laaglanden als gebergtes voor. Het verspreidingsgebied beslaat een groot deel van Europa, maar ontbreekt op eilanden als Ierland, IJsland, Sicilië, Sardinië en Spitsbergen. Ook komt hij voor in Noord-Afrika, delen van Rusland en Turkije. De gewone smalboktor komt als exoot voor in Noord-Amerika.

## Taxonomie
In 1758 publiceerde Carl Linnaeus de wetenschappelijke naam van de soort in zijn werk Systema naturae. Synoniemen zijn Corymbia rubra en Aredolpona rubra. Er worden vier ondersoorten onderscheiden:
- Stictoleptura rubra dichroa (Blanchard, 1871)
- Stictoleptura rubra numidica (Peyerhimoff, 1917)
- Stictoleptura rubra rubra (Linnaeus, 1758)
- Stictoleptura rubra succedanea (Lewis, 1873)